# Scott Deroue
Scott Deroue (Nijkerkerveen, 23 december 1995) is een Nederlands motorcoureur.
Op 8-jarige leeftijd begon Deroue  met minibikeracen. Na drie Nederlandse titels maakte hij de overstap naar het NSF100-kampioenschap van Arie Molenaar. Daarna mocht hij een jaar voor team Bakker in het ONK Moto3 rijden op een Honda 125cc-tweetakt.
Na in 2014 in het WK Moto3 uit te zijn gekomen, maakte Deroue in 2015 de overstap naar het Britse kampioenschap. Hij veroverde daar de titel. Door tussenkomst van de organisatie van de Britse wedstrijden maakte hij in 2016 de overstap naar het Britse Superstock 600-kampioenschap voor het Tsingtao MV-team op een MV Agusta F3 675.